# Prizrenský proces
Prizrenský proces (srbsky v cyrilici Призренски процес, albánsky Procesi i Prizrenit) byl politický proces[zdroj?] s údajnými albánskými špiony, kteří měli provádět podvratnou činnost na území Kosova (tehdejší autonomní oblasti v rámci Jugoslávie). 
V tomto procesu bylo v roce 1956 odsouzeno celkem devět již dříve státní bezpečností zatčených osob, včetně vlivného člena komunistické strany a zároveň editora kosovskoalbánského deníku Rilindja, Nijazi Maljoku. Ostatní ze skupiny pak byli negramotní sedláci. Obviněni a odsouzeni byli ze špionáže; jugoslávští komunisté je považovali za agenty, které z Albánie vysadily na jugoslávské území USA. Po pádu Rankoviće byl tento proces označen za nezákonný a odsouzení byli na přelomu let 1967 až 1968 propuštěni na svobodu a odškodněni. K tomu došlo mimo jiné také i po intervenci kosovskoalbánských politiků u jugoslávských mocenských špiček, včetně Josipa Broze Tita[zdroj?]. Sám Tito o procesu řekl, že byly použity praktiky Kolčakovců z dob ruské občanské války. 
Zatímco albánské obyvatelstvo Kosova považovalo tento proces za jeden z ukázkových příkladů brutality jugoslávského režimu a jeho správy Kosova v 50. a 60. letech, obyvatelstvo srbské se ztotožnilo víceméně s původní verzí, tedy že se jednalo skutečně o nebezpečné špiony, kteří byli vysazeni na území SFRJ z Albánie.